# Friedrich III. (Nürnberg)
Friedrich III. von Nürnberg, genannt der Erber, (* um 1220; † 14. August 1297 in Cadolzburg) stammte aus dem Haus Hohenzollern und war von etwa 1260/1261 bis 1297 Burggraf der mittelalterlichen Burggrafschaft Nürnberg.

## Leben

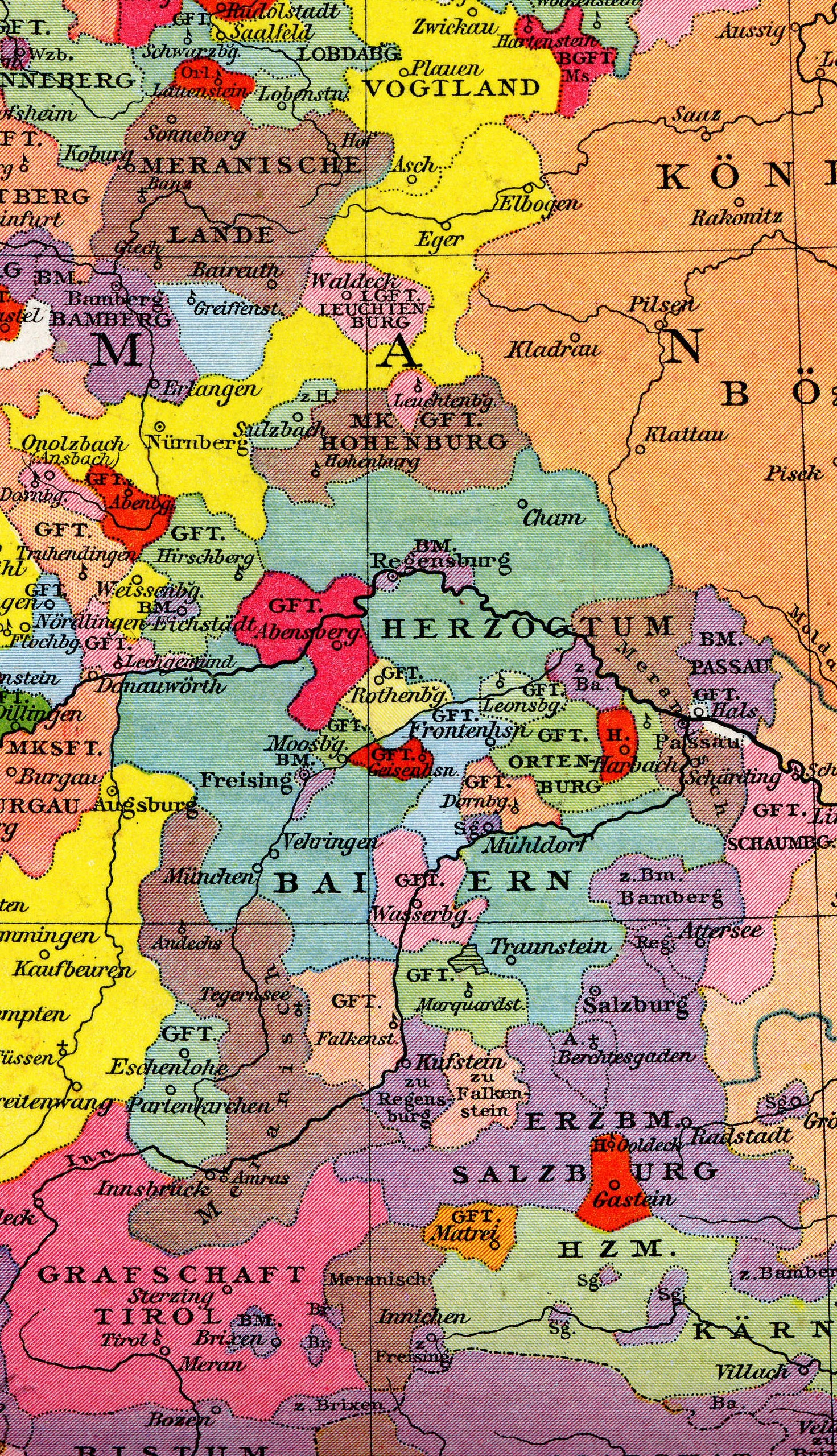
Andechs-Meranische Gebiete (braun) in Franken um Bayreuth, Hof und Sonneberg im Heiligen Römischen Reichs um 1250. (obere Kartenhälfte)

Friedrich war ein Sohn des Burggrafen Konrad I. von Nürnberg und dessen Frau Adelheid von Frontenhausen. Konrad besaß das hohenzollersche Gebiet westlich von Nürnberg um die Cadolzburg und erbte 1248 die Bayreuther Gegend durch die Meranische Erbschaft der 1248 ausgestorbenen Grafen von Andechs, geriet dadurch aber in Streit mit anderen Adelshäusern, die ebenfalls Erbansprüche geltend machten. Zwar wurde er durch den deutschen König Wilhelm von Holland gefördert, behielt aber an der Seite seines Vaters die traditionell staufer-freundliche Politik seiner schwäbischen Vorgänger bis 1254 bei.
Nach dem Tod des Vaters um 1261 wurde Friedrich Burggraf von Nürnberg und versuchte von diesem Stützpunkt aus einen Ausbau der fränkischen Hausmacht zum Main hin, was auf den heftigen Widerstand der Bischöfe von Würzburg und Bamberg stieß. 1273 war er maßgeblich an der Königswahl von Rudolf von Habsburg beteiligt, mit dem er persönlich befreundet war. Im Gegenzug verbriefte der König ihm verbindlich die Stellung als Burggraf im Rang eines Fürsten. Entsprechend häufig fand man Friedrich in Reichsdiensten aktiv; so wurde er mit dem königlichen Landgericht Franken betraut, nahm am Reichskrieg gegen den geächteten Ottokar II. Przemysl von Böhmen teil und kämpfte auch in der Schlacht auf dem Marchfeld bei Dürnkrut 1278 mit, zumal er mit Böhmen einen Territorialstreit um die Herrschaft über das Land um Eger hatte. In dieser Zeit gelangten unter anderem auch Wunsiedel (1285) und Arzberg (1292) sowie die niederösterreichische Herrschaft Seefeld-Kadolz in den Besitz der Hohenzollern.
Als Friedrich III. im Jahr 1297 starb, beerbte ihn zunächst sein Sohn Johann I., dem 1300 der jüngere Sohn Friedrich IV. im Amt folgte. Friedrich III. wurde als erster Hohenzoller in der Chorgruft im Kloster Heilsbronn bestattet.

## Nachkommen
Friedrich III. war zweimal verheiratet:
Seit 1246 erste Ehe mit Elisabeth von Meranien († 18. Dezember 1272), Erbtochter des Andechser Grafen Otto VII.
- Johann († ca. 1261/1262), in der Nähe von Nürnberg ermordet
- Siegmund († ca. 1261/1262), in der Nähe von Nürnberg ermordet
- Maria († 1298), verheiratet mit Ludwig V. von Oettingen
- Adelheid († ca. 1306), verheiratet mit Heinrich II. zu Castell († ca. 1307)
- Elisabeth († ca. 1288), verheiratet mit Gottfried I. von Hohenlohe († 1290)

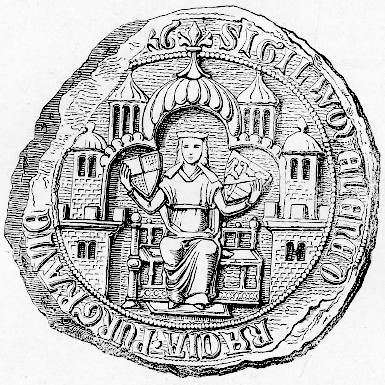
Siegel von Helene von Sachsen, der zweiten Ehefrau von Friedrich III.

Seit 1275 zweite Ehe mit Helene von Sachsen († 1309), Tochter des sächsischen Herzogs Albrecht.
- Johann I. (ca. 1279–1300)
- Anna († 1355), verheiratet mit Emicho von Nassau († 1334)
- Friedrich IV. (ca. 1287–1332)